# Nøgne Ø

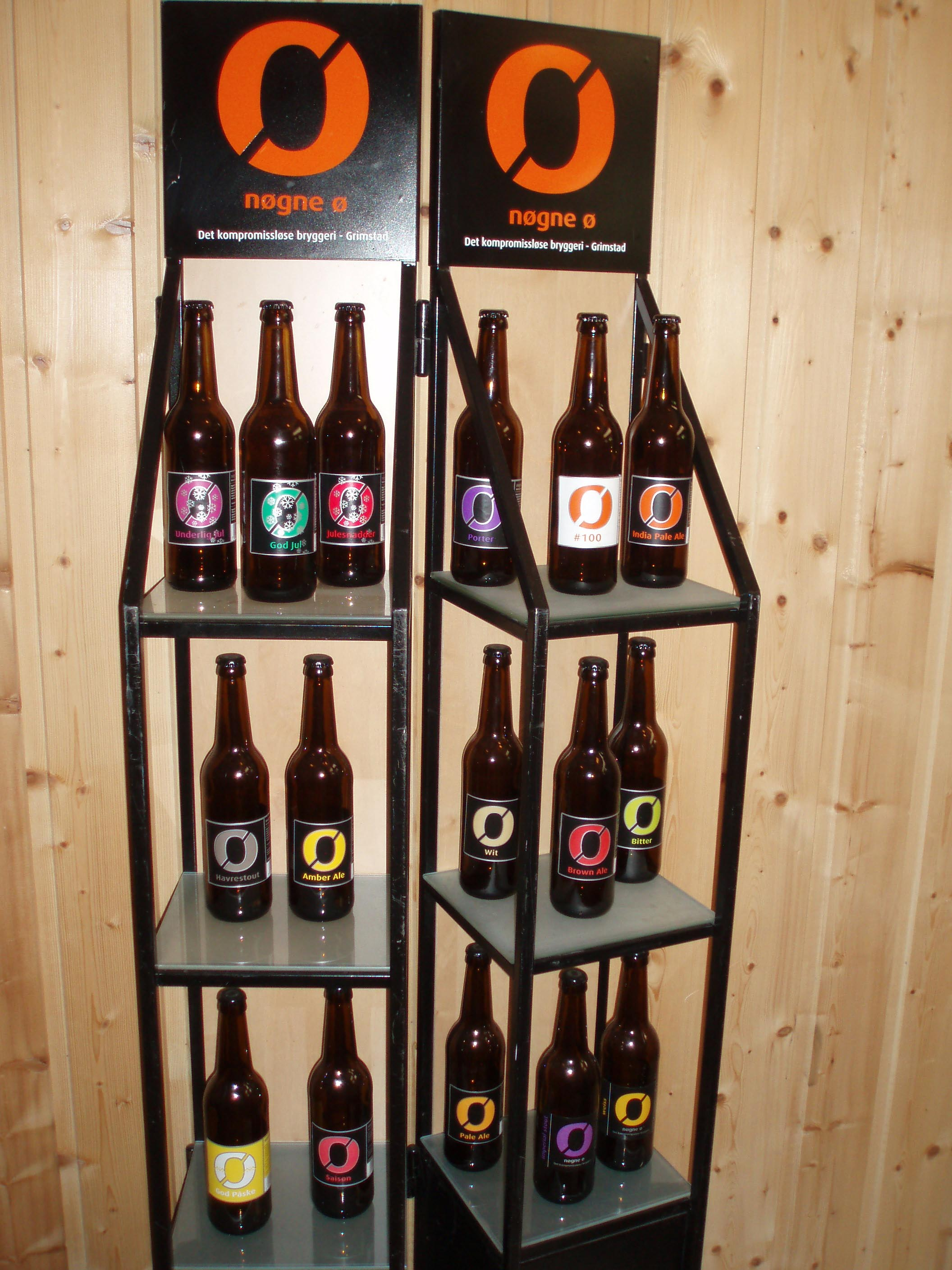
Öl från Nøgne Ø.

Nøgne Ø (Nøgne Ø Det kompromissløse bryggeri AS) är ett norskt ölbryggeri. Aktiebolaget bildades 2002 av Gunnar Wiig och Kjetil Jikiun och ligger i Grimstads kommun. 2005 flyttade det in i Rygene Kraftstasjon vid gränsen mot Arendals kommun. Namnet betyder "naken ö" och är taget ur Henrik Ibsens dikt "Terje Vigen".
Allt bryggeriets öl är opastöriserat och innehåller därför levande jäst. Ingen kolsyra tillsätts; den bildas av efterjäsningen i flaskan. Bryggeriet exporterar ungefär femtio procent av sitt öl, som går till Sverige, Danmark, Finland, Storbritannien och USA. Enligt uppgifter från bryggeriet ökade produktionen från 30 000 liter 2003 till 250 000 liter 2007. All Nøgne Ø:s öl är real ale.